# Оттрау
Оттрау (нім. Ottrau) — громада в Німеччині, знаходиться в землі Гессен. Підпорядковується адміністративному округу Кассель. Входить до складу району Швальм-Едер.
Площа — 48,49 км2. Населення становить 2146 ос. (станом на 31 грудня 2020).

## Географія

### Адміністративний поділ
Громада  складається з 6 районів:
- Оттрау
- Імміхенгайн
- Вайсенборн
- Герцгайн
- Шорбах
- Кляйнроппергаузен